# Birkebeineren Skistadion
Birkebeineren Skistadion és una estació d'esquí situada prop de la ciutat de Lillehammer  a l'estat de Noruega. S'hi pràctica l'esquí de fons i el biatló. Fou inaugurat el 28 de novembre del 1992 amb una competició internacional de biatló La construcció va costar 83,6 milions de corones noruegues.
Part de l'anomenat Lillehammer Olympiapark AS, durant la celebració dels Jocs Olímpics d'Hivern de 1994 a Lillehammer va allotjar les competicions de biatló, esquí de fons i part de la combinada nòrdica.